# 武义薹草
武义薹草（学名：Carex subcernua）是莎草科薹草属的植物。分布在中国大陆的浙江等地，一般生长在山坡水池旁，目前尚未由人工引种栽培。